# 빨간 머리 앤
《빨간 머리 앤》(영어: Anne of Green Gables)은 캐나다의 작가 루시 모드 몽고메리의 1908년작 소설이다. 원제는 《그린게이블스의 앤》(문화어: 푸른 집의 앤)이다. 한국에서는 《빨간 머리 앤》, 《붉은 머리 앤》(계몽사 학습자료사전 1권 문학과 한문 편의 북미문학 장)등으로 번역했다. 
앤 셜리라는 감성이 풍부하고 말이 많은 소녀의 몸과 마음이 성장해 가는 과정을 풍부한 어휘력과 감성이 풍부한 문체로 묘사하고 있다. 모두 38장으로 구성되어 있고, 루시의 고향이기도 한 프린스에드워드 섬의 시골인 에이번리에 대한 낭만적 묘사, 등장인물들의 감정에 대한 서술이 잘되어 있는 점이 소설의 장점이다.
독자들에게 인기를 끌면서 앤의 처녀 시절을 다룬 《에이번리의 앤》, 앤의 대학생 시절을 다룬 《레드먼드의 앤》, 앤의 고등학교 교장 시절을 다룬 《윈디 윌로우스의 앤》, 앤의 신혼 초기 시절을 다룬 《앤의 꿈의 집》 등의 여러 후속작들이 출판되었으며 앤의 아들들, 아들들의 1차 대전 참전(1명은 전사), 나아가 앤이 세상을 떠날 때까지 계속 서술되었다. 즉, 앤이 인기를 끌자 많은 작품에 앤이 등장한 것이다. 한국어로 옮긴 《빨간 머리 앤》은  시공사에서 김경미 씨가 1996년에 번역한 글을 1, 2권으로 펴내었으며, 출판전문잡지인 기획회의에 시공사 편집자가 쓴 글에 의하면 《빨간 머리 앤》을 읽거나 만화영화로 본 세대들이 읽을 것으로 생각하여 《에이번리의 앤》, 《레드먼드의 앤》등을 펴내었다고 한다. 동서문화사에서도 출판했으며, 전성보 화백이 그림을 그렸다. 영화, 애니메이션의 소재가 되기도 하여, 1979년 니폰 애니메이션에서 만든 만화영화인 빨간머리 앤을 한국방송에서 방송을 했다. 앤이 마릴라 아줌마 댁에 입양되어 퀸학원을 우수한 성적으로 졸업하는 내용을 만화영화로 그렸다.

## 줄거리

### 앤의 입양
나이가 지긋한 독신자 인 마릴라 커스버트와 매슈 커스버트 남매는 농장 일을 거들 남자 어린이를 입양하려고 한다. 하지만 매슈가 마을 기차역에 갔을 때, 수다쟁이에다가 엉뚱한 여자 어린이가 있었다. 알고 보니 입양을 맡은 스펜서 부인의 실수로 온 것이었는데, 매슈는 이미 순수한 앤의 매력에 빠졌다. 하지만 냉정한 판단력을 가진 마릴라는 이 문제를 해결하기 위해서 부인을 찾아가는데, 동행 길에서 앤이 어릴 적 부모를 잃고 여러 집을 전전하다가 고아원에 온 불쌍한 아이라는 것을 알았다. 막상 앤을 데려가겠다는 블뤼엣 부인이 나타나지만, 그녀는 일꾼들을 가혹하게 부리기로 악명 높아서 그 집에 보내고 싶지 않았다. 고심 끝에 마릴라는 앤을 입양하기로 마음먹고 도로 데려온다.

### 앤의 유년시절
물론 자녀를 키워본 적이 없는 커스버트 남매로서는 앤을 키우는 게 쉽지 않았다. 에이번리 장로교회에 새로 부임한 앨런 목사 부부를 대접하려고 레이어케이크를 만들 때 감기로 냄새를 맡지 못하여 실수로 바닐라향신료 대신 두통약을 넣는 일이 있었다. 하지만 커스버트 남매는 앤의 사람을 끄는 매력과 순수함을 통해 그동안 느껴보지 못했던 인생의 즐거움을 깨닫기 시작한다. 마릴라의 표현대로 앤은 "자신에게 사랑을 가르쳐 준 아이"였다.
앤은 매슈 아저씨가 교원학교인 퀸즈전문학교(Queen's Academy)입학을 기뻐하시도록 열심히 공부한다. 덕분에 친구 길버트와 나란히 1등으로 합격, 퀸즈전문학교에 입학한 그녀는 1년 만에 1급 교사 자격증을 취득했고, 레이먼드 대학교에 입학할 수 있는 장학금도 받는다. 하지만, 매슈 아저씨의 죽음, 마릴라의 건강 악화로 레이먼드 대학교에 가지 않기로 한다. 대신 길버트의 양보로 에이번리에서 교사로 취직한다.

## 드라마화
빨간머리 앤은 1985년과 1987년, 2000년, 2009년에 캐나다 CBC에서 드라마로 제작되었다. 1985년판에는 앤의 녹색 지붕 집에서의 유년시절, 1987년판에는 교원생활과 길버트와 결국 연인이 되고, 2000년판에는 캐나다군 군의관으로 근무한 길버트를 찾으려고 간 유럽에서 제1차 세계대전의 참상과 공포를 경험한 이야기 등을 다루었으며, 2009년판에는 원작에는 나오지 않는, 극작가가 된 중년 여성 앤이 어렸을 때 헤어진 아버지와 만나는 이야기를 다루고 있다. 1985년 드라마에서는 소설의 낭만적인 분위기를 따뜻하고 아름다운 시골모습과 배경음악으로 사용된 피아노 연주(Together)로 잘 드러내었다. 2009년에는 네번째 시즌인 '뉴 비기닝'을 제작했는데, 빨간머리앤의 프리퀄로 원작의 내용과 상반된 설정이 많아 1, 2시즌에 비해 평이 좋지 않았다.

## 등장인물

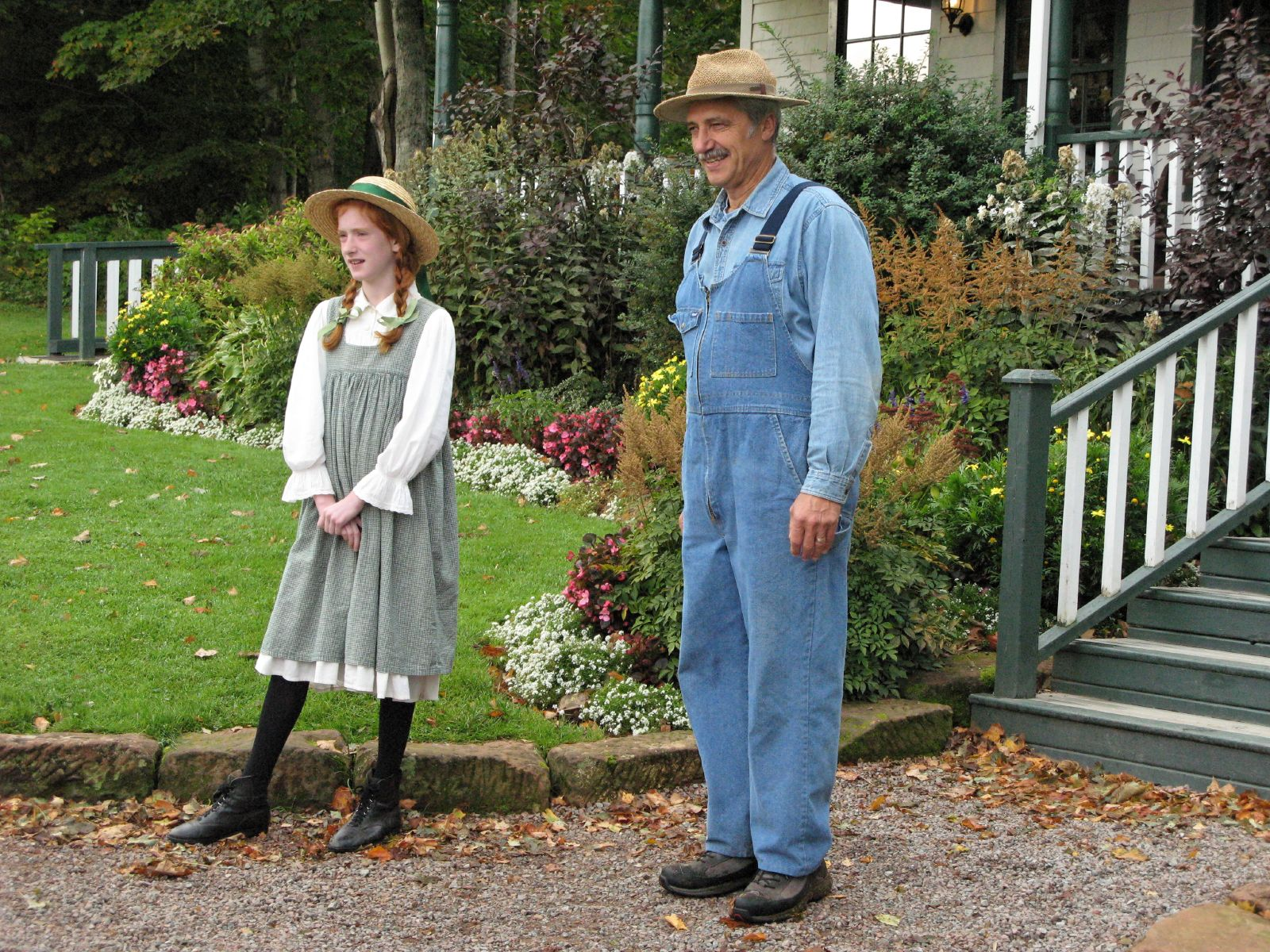
빨간 머리 앤과 매슈

- 앤 셜리: 고아 출신 여자아이다. 수다스럽고 말썽을 부릴 때가 있지만, 꾸밈이 없고 열정적이다. 매슈가 앤을 딸처럼 아낀 게 이 때문이다. 교원학교인 퀸즈 학교 (Queen's Academy)에 진학하여 교사자격증을 취득했다. 마릴라 아줌마 건강이 나빠졌고, 매슈 아저씨가 심장발작으로 세상을 떠나자 대학교에 진학하지 않고 마을학교 교사가 된다.
- 마릴라 커스버트: 고지식하고 엄격한 시골 아줌마다. 앤을 우연히 돌보면서 그동안 잊고 살았던 삶의 즐거움과 낭만을 찾아간다. 오라버니가 심장발작으로 세상을 떠나자, 농장을 배리 씨에게 빌려주고 생기는 수입으로 자신, 데이비, 도라의 생계를 책임진다. 마릴라는 겉으로는 앤에 대한 애정을 드러내지 않았지만, 앤이 다이애나와 조세핀 할머니가 초대한 전시회 구경을 마치고 돌아오는 날,오랫동안 마차를 타서 출출하지 않을지 염려하여 통닭을 튀겨줄만큼 앤을 소중하게 여긴다. 물론 앤도 마릴라 아줌마를 돌보기 위해 대학교 진학을 포기할 정도로 마릴라 아줌마를 소중하게 여긴다. 마릴라는 맛있는 음식을 만들어 대접하는 손대접을 중요하게 생각한다. 앨런 목사 내외가 심방하는 날, 쿠키 3종류, 노란자두설탕절임(영어원문에서는 Yellow Plum Preserve, 1996년 시공주니어에서 펴낸 빨간머리 앤에서는 번역자인 김경미 씨가 프리저브를 노란자두 통조림으로 옮김, 젤리를 굳힌 닭고기, 과일케이크, 버찌파이, 레몬파이, 빵(레이첼 아줌마가 개신교 목사들은 소화불량이 많다고 하여, 묵힌 빵과 새로 만든 빵을 준비), 생크림 등을 대접한다.
- 매슈 커스버트: 마릴라의 오라버니. 성실한 농부. 내성적인 성격이어서 말을 잘 하지는 못하지만, 앤을 위해 몰래 레이첼 아줌마에게 부탁해서 예쁜 옷을 지어다가 성탄절에 선물할만큼 속이 있다. 매슈(Mathew)라는 이름은 신약성서 마태복음서의 저자라고 알려져 있는 마태에서 따온 이름이다. 은행이 망하는 바람에 재산을 잃었는데 그 충격으로 세상을 떠난다.
- 길버트 블라이스: 장난꾸러기 소년. 앤을 홍당무라고 놀렸다가 응징을 당한다. 앤과 길버트는 어른이 되었을 때 서로에 대한 감정을 확인하면서 연인관계로 발전한다.
- 다이애나 배리: 과수원을 운영하는 농민인 배리씨 댁 딸이다. 앤과 가장 친한 친구이다. 앤의 이야기를 진지하게 들어주고, 앤이 초등학교 교사가 되기 위해 공부하는 학교인 퀸즈 학교 입학시험에 합격하자 매우 기뻐한다. 앤은 다이애나도 자신처럼 퀸즈 학교에서 공부하기를 바랐지만, 여성의 교육을 원하지 않는 부모의 성차별로 뜻을 이루지 못한다.
- 루비 길리스: 앤의 친구. 앤과 에이번리 학교에 다니던 어릴때부터 친구였으며, 퀸즈 학교도 같이 다녔다. 레드먼드의 앤에서 폐결핵으로 일찍 죽는 비극적인 최후를 마친다.
- 제인 앤드루스: 앤의 친구. 퀸즈대학교도 같이 다닌다.에이번리의 앤에서 앤에게 제인은 앤을 좋아하는 오빠 빌리와 결혼할 마음이 있는지 묻는데, 앤이 거절하자 독설을 늘어놓으며 속상해한다.
- 조시 파이: 앤의 친구. 직설적인 말투때문에 간혹 앤과 갈등을 일으키는 독설가이다.
- 필리파 고든 : 앤의 친구로 사교계에 활발한 학생이다. 남자들을 연인 아닌 장난으로 본 때도 있었음
- 프라실라 : 레드몬드대학교에서 같이 지내는 앤의 친구이다
- 레이철 린드 또는 레이첼 린드: 수다쟁이 아줌마. 마릴라가 십계명에 잔소리를 금지하는 계명이 있었어야 한다고 할 만큼 수다스럽지만, 교회에서 봉사할 만큼 부지런하다. 에이번리의 앤에서 배우자 토머스가 병으로 세상을 떠나자 마릴라와 같이 살면서 입양한 아이 데이비와 도라를 돌본다. 앤이 입양 왔을 때부터 성장 과정을 지켜보았다. 매슈가 성탄절 선물로 앤의 옷을 부탁하자, 손수 모직과 면 옷감을 섞어서 짠 글로리아 옷감을 고르고, 앤과 몸이 비슷한 조카인 제니 길리스의 몸에 맞추어 바느질해서, 그해 유행한 예쁜 옷을 만들 정도 손재주와 따뜻한 마음씨의 아줌마다. 가사 노동에 능통하여, 첫 장에 레이첼 아줌마의 가사노동을 칭찬하는 문장이 나오고, 전시회 유가공품 품평에서 1등 하였다.
- 앨런 목사와 앨런 부인: 앨런 목사는 에이번리 장로교회의 담임목사로 부임하였고, 앨런 부인은 앨런 목사의 부인이다. 한국의 개신교회에서 쓰는 말대로 한다면 앨런 목사의 사모이다. 교우들의 가정을 심방하던 앨런 목사 부부는 앤의 집도 심방하는데, 앤이 대접한 케이크에 바닐라가 아니라 진통제가 들어가서 웃지 못할 사건이 일어난다. 이 일로 앤이 상심하자 "괜찮아, 누구나 할 수 있는 실수야. 마릴라 아줌마 말씀이 네가 돌보는 꽃밭이 있다고 들었는데 보여주렴. 난 꽃을 아주 좋아하거든?"이라고 위로하고 격려한다. 앤을 초대하여 같이 차도 마시고 이야기도 나누기도 했다. 장로교회에서는 주일학교 교사로 일하는데, 어린이들이 질문을 자유롭게 하도록 격려한다. 앨런 목사도 에이번리 초등학교 학생들이 국기 마련을 위해 학예회를 열자 기사를 써서 지역신문에 보낸다.
- 벨 장로: 앤이 다니는 장로교회의 장로이다. 직업은 양돈업이다. 전시회 가축품평에서 벨 장로가 키운 돼지가 1등을 했다.
- 뮤리얼 또는 뮤리엘 스테이시 선생: 에이번리 마을학교 교사. 여성 선생님이다. 학생들과 자연학습, 작문수업같은 다양한 수업을 실시하되 학생들이 작문발표등으로 수업에 참여하는 창의적이고 민주적인 수업방식을 실천한다. 덕분에 교사가 학생들에게 복종을 강요하는 비민주적인 낡은 관습이 극복되지만, 보수적인 학교 운영위원들을 놀라게 한다. 앤의 퀸즈 전문학교 진학수업을 지도하는 등 앤의 일생에 영향을 끼친다.
- 조지핀 또는 조세핀 할머니: 다이애나의 고모할머니이다. 70세의 돈 많은 할머니이며 다이애나의 집에 방문한 일을 계기로 친구가 되었다. 열정이 많고 순수한 앤을 아껴서 자신의 재력으로 앤의 교원학교 생활을 도왔다. 돈이 많아서 자기 힘으로 살고 있지만, 자식이나 손주가 없어서 외롭다. 그래서 할머니는 전시회를 보여주려고 부른 조카 손녀 다이애나와 앤이 자신과 재미있게 놀고, 집에 돌아가자 집안 분위기가 썰렁해질 정도로 매우 쓸쓸해한다. 레드먼드의 앤에서는 오랫동안 노환으로 고생하다가 별세하는데, 조카 손녀인 다이애나와 친구인 앤에게 많은 유산을 물려준다. 덕분에 앤은 학비고민을 해결한다.

## 관련 작품
| 책 이름                           | 원제                          | 출판 연도 | 앤 셜리의 나이 |
| --------------------------------- | ----------------------------- | --------- | -------------- |
| 빨간 머리 앤                      | Anne of Green Gables          | 1908      | 11 ~ 16세      |
| 에이번리의 앤                     | Anne of Avonlea               | 1909      | 16 ~ 18세      |
| 레드먼드의 앤                     | Anne of the Island            | 1915      | 18 ~ 22세      |
| 윈디 윌로우스의 앤                | Anne of Windy Willows         | 1936      | 22 ~ 25세      |
| 앤의 꿈의 집                      | Anne's House of Dreams        | 1937      | 25 ~ 27세      |
| 잉글사이드의 앤                   | Anne of Ingleside             | 1939      | 34 ~ 40세      |
| 무지개 골짜기                     | Rainbow Valley                | 1919      | 41 ~ 43세      |
| 잉글사이드의 릴라                 | Rilla of Ingleside            | 1921      | 49 ~ 53세      |
| 앤의 추억의 나날                  | The Blythes Are Quoted        | 2009      | 40 ~ 75세      |
| 앤 셜리와 관련이 있는 단편 모음집 |                               |           |                |
| 앤의 친구들                       | Chronicles of Avonlea         | 1912      | ―              |
| 앤 주변의 사람들                  | Further Chronicles of Avonlea | 1920      | ―              |

## 미디어

### 한국어 번역
대한민국에서는 아동문학가 신지식 선생이 처음 번역했다고 알려져 있다. 신지식은 1962년 이화여고 주보인 <거울>에 처음으로 소개했는데, 주보에 실린 글을 창조사에서 책으로 만들었다.
후에 시공 주니어와 동서문화사에서도 번역서를 출간하였는데, 시공사에서는 1996년 빨간머리 앤 1, 2권을 시작으로 에이번리의 앤과 레드먼드의 앤을 만들었다.(ISBN 8952723414, ISBN 8952723821) 동서문화사에서 만든 빨간머리 앤 전집은 계몽사 어린이 그림위인전기 헬렌켈러·김정호 위인전 일러스트레이터로 활동한 전성보 화백의 그림이 일러스트레이션으로 들어갔다.
가장 최근에 나온 번역본은 현대지성의 <빨간 머리 앤 전집>(2023년)이다. 현대지성은 "현대지성 클래식"이라는 고전 시리즈를 꾸준히 펴내고 있다. 현대지성의 <빨간 머리 앤 전집>은 양장본이며 총 8권으로 구성되어 있다. 번역은 <저스트. 킵. 바잉>, <프랑켄슈타인> 등을 작업한 오수원 역자가 했다. 일러스트는 <이상한 변호사 우영우>의 엔딩 컷을 작업한 요즘 뜨는 신예작가 유보라가 그렸다. 각 권의 권말에는 다양한 주제의 배경지식을 수록했으며, 희귀본을 비롯해 역사적 장면과 풍경 사진도 많이 수록했다. 현대지성의 <빨간 머리 앤 전집>은 출간 전 알라딘 북펀드를 진행했는데, 펀딩 금액이 1억 2천 만 원을 훌쩍 넘길 만큼 주목받았다.   

### TV 시리즈
- 1952년 : Anne of Green Gables - BBC 텔레비전 시리즈, 캐롤 로리머(앤 역)
- 1979년 : 빨강머리 앤 (애니메이션) - 만화영화 시리즈, 일본 애니메이션의 세계명작극장의 일부, 1979년 일본 제작, 타카하타 이사오 감독.
- 1990년 ~ 1996년 : 애번리로 가는 길 - 케빈 설리번이 제작한 라이브 액션 TV 시리즈, 루시 모드 몽고메리 저서의 여러 책에서 따온 에피소드와 등장인물을 극화시켰음. 앤 저서에 등장하는 길버트 블라이스, 마릴라 커스버트와 여러 등장인물이 등장하며, 《애번리》라는 제목으로 디즈니 채널에서 방영
- 2000년 : 앤: 만화영화 시리즈 - PBS에서 방영된 8세~12세용 만화영화 시리즈, 설리번 엔터테인먼트 제작.
- 2009년 : 안녕 앤 - 세계명작극장의 일부.
- 2013년 : 브레이크스루 영화 & TV이 13부작 TV 개작하여 2013년 캐나다에서 영화화될 예정이다.[3]
- 2017년 : Anne with an E 에이미베스 맥널티 주연, 넷플릭스 제작
- 2025년 : 앤 셜리 - 앤서 스튜디오 제작.